# Décennie 1360 en architecture
| Années de l'architecture : 1357 - 1358 - 1359 - 1360 - 1361 - 1362 - 1363    |
| Décennies de l'architecture : 1330 - 1340 - 1350 - 1360 - 1370 - 1380 - 1390 |

Cet article présente les faits marquants de la décennie 1360 en architecture.

## Événements
- 5 novembre 1367 : autorisation de reconstruire la synagogue de Carpentras[1].

## Réalisations
- 1360 : début de la reconstruction en Pologne de la cathédrale latine de Lviv en style gothique (aujourd'hui en Ukraine), consacrée en 1405[2].
- 1362-1367 : Andrea Orcagna participe à la construction de Santa Maria del Fiore à Florence[3].
- 1362-1382 : construction du château de Trakai en Lituanie[4].
- 1366-1368 : après l'incendie de Moscou, Dimitri Donskoï fait reconstruire le premier Kremlin en pierre. Il en reste l’église Saint-Sauveur-dans-la-forêt[5].
- 1368 : début de la construction du mur d'enceinte de Nanjing (achevée en 1389)[6].

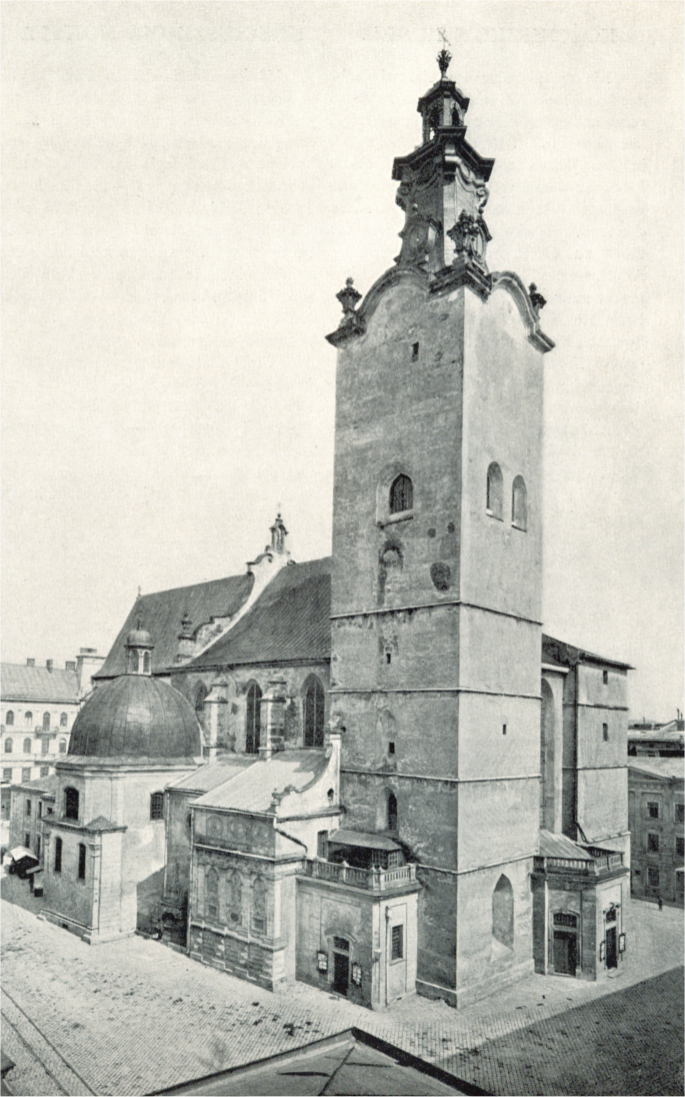
Basilique-cathédrale de l'Assomption-de-la-Bienheureuse-Vierge-Marie de Lviv
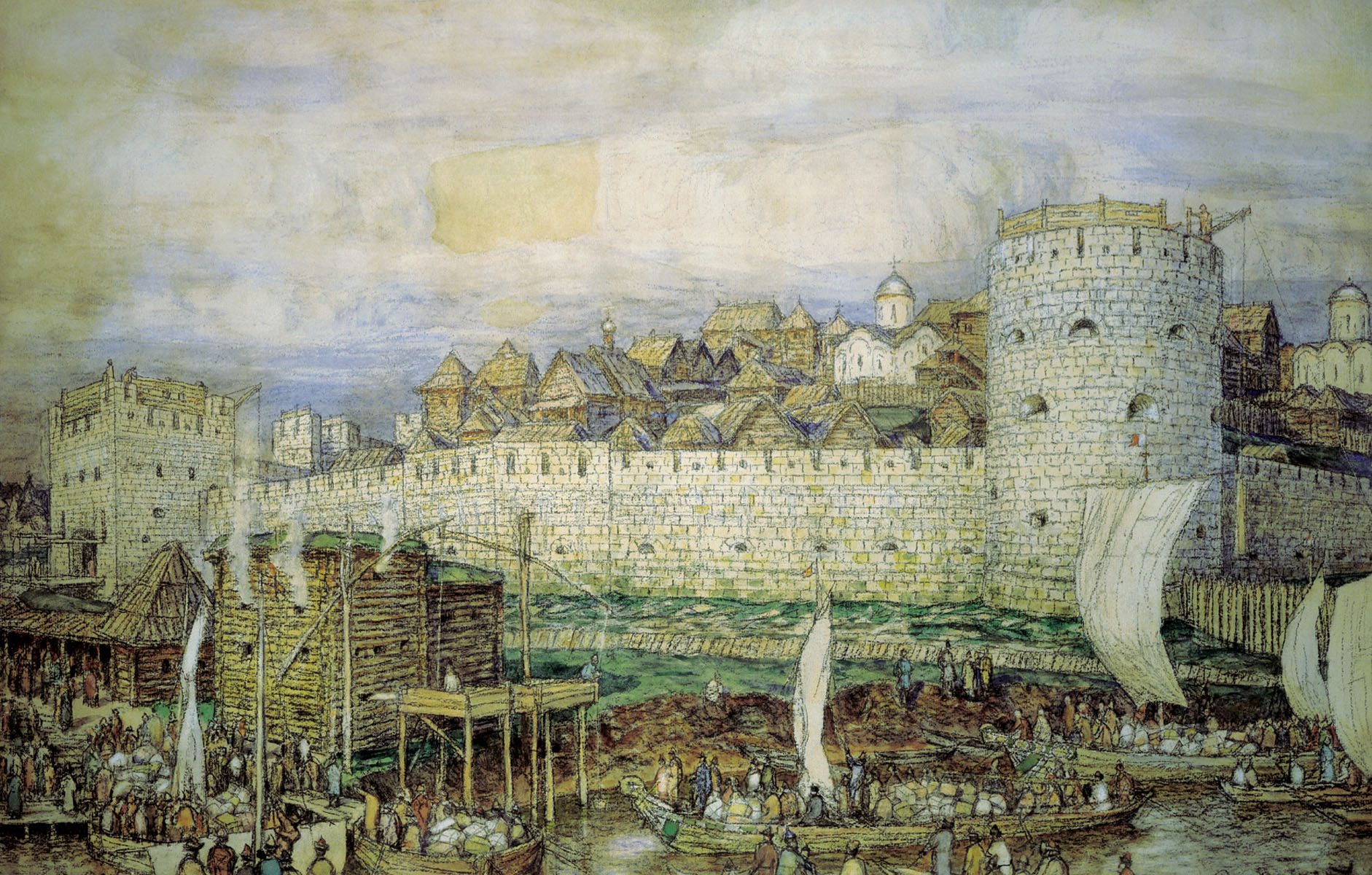
Reconstitution du Kremlin de Moscou sous Dimitri Donskoï par Apollinari Vasnetsov (1856-1933)